# Beyond Silence
Beyond Silence (deutsch Jenseits der Stille) ist ein US-amerikanischer Dokumentar-Kurzfilm von Edmond Levy aus dem Jahr 1960, der für einen Oscar nominiert war.

## Inhalt
Der Film hat die Gallaudet University in Washington, D.C. zum Inhalt, die im Februar 1857 zunächst als „Columbia Institution für the Deaf and Dumb and the Blind“ von Amos Kendall, dem damaligen Postminister, gegründet wurde. Als Direktor ernannte Kendall den damals 20-jährigen Edward Miner Gallaudet, den Sohn des Mitbegründers der Schulbildung für Gehörlose in den Vereinigten Staaten Thomas Hopkins Gallaudet, zum Direktor. Nachdem die Institution durch ein von Abraham Lincoln gezeichnetes Bundesgesetz eine Kollegstufe mit den entsprechenden Diplomen einrichten durfte, trug sie den Namen „National Deaf-Mute College“, bis dieser dann im Jahr 1894 in „Gallaudet University“ verändert wurde. Es ist die erste Universität für gehörlose und schwerhörige Studenten und die einzige, die ihr Programm und ihre Leistungen speziell auf diese Gruppe von Studenten angepasst hat. 
Gezeigt werden die Studenten während des Unterrichts und in ihrer Freizeit. Ihr Alltag unterscheidet sich nicht so sehr von denen anderer Studenten. Sportliche Aktivitäten, Tanz und Gesang sind auch bei ihnen beliebt. Es ist halt nur eine andere Art von Unterricht, den sie erhalten und der ihrer jeweiligen Behinderung Rechnung trägt. 

## Produktion, Veröffentlichung
Der von der Milner-Fenwick Production erstellte und vom United States Information Service präsentierte Film wurde in den Vereinigten Staaten im Jahr 1960 veröffentlicht.

## Auszeichnung
Oscarverleihung 1961
- Nominierung für die United States Information Agency in der Kategorie „Bester Dokumentar-Kurzfilm“[1]